# Kap Ryūgū
Das Kap Ryūgū (japanisch 竜宮岬 Ryūgū-misaki, deutsch ‚Kap des unterseeischen Drachenpalastes‘; norwegisch Ægehallneset ‚Ægirhallennase‘) ist ein felsiges Kap an der Kronprinz-Olav-Küste des ostantarktischen Königin-Maud-Lands. Sie liegt 11 km nordöstlich des Rakuda Rock.
Luftaufnahmen und Vermessungen einer japanischen Antarktisexpedition (1957–1962), infolge derer 1963 auch die Benennung des Kaps erfolgte, dienten seiner Kartierung. Namensgeber der norwegischen Benennung ist die Halle des Ægir, des „Riesen der See“ aus der nordischen Mythologie.